# Heinz Scholze
Heinz Scholze (* 1925 in Zittau, Sachsen; † ?) war ein deutscher Schauspieler und Theaterregisseur.

## Leben
Heinz Scholze erhielt seine Schauspielausbildung bei Bernhard Vollmer in Zittau. Sein erstes Engagement hatte er von 1945 bis 1948 am Stadttheater Jena. Von 1948 bis 1951 war er in Leipzig engagiert. In der Spielzeit 1951/52 folgte ein Engagement am Theater Greifswald. Von 1952 bis 1956 war er Regieassistent am Operettentheater Leipzig. Von 1956 bis 1960 wirkte er als Operetten-Regisseur am Carl-Maria-von-Weber-Theater in Bernburg (Saale). Ab 1960 war er über 30 Jahre am Landestheater Altenburg engagiert, wo er als Schauspieler, Regisseur und für Inszenierungen tätig war, wie etwa für Die keusche Susanne. Scholze war in Altenburg zunächst als Spiel-, dann als Oberspielleiter der Operette, engagiert. Als Gast inszenierte er u. a. an den Bühnen der Stadt Gera, am Theater Erfurt und regelmäßig an der Staatsoperette Dresden.
Bei der DEFA spielte er den Zwerg Puck in Schneewittchen (1961).
Scholze lernte am Theater die Schauspielerin und Kabarettistin Hildegard Schirrmeister kennen und heiratete sie später. Aus der Ehe stammt die gemeinsame Tochter Sabine Scholze, die ebenfalls den Schauspielberuf ergriff. Er lebte in Brandenburg/Havel (Stand: 2009).

## Filmografie
- 1961: Schneewittchen